# Garypus maldivensis
Espèce
Garypus maldivensis est une espèce de pseudoscorpions de la famille des Garypidae.

## Distribution
Cette espèce est endémique des Maldives.

## Habitat
Cette espèce se rencontre sur le littoral.

## Description
L'holotype mesure 5,5 mm.
Les femelles mesurent de 4,75 à 5,77 mm.

## Étymologie
Son nom d'espèce, composé de maldiv[e] et du suffixe latin -ensis, « qui vit dans, qui habite », lui a été donné en référence au lieu de sa découverte, les Maldives.

## Publication originale
- Pocock, 1904 : Arachnida. Fauna and geography of the Maldive and Laccadive Archipelagoes. London, vol. 2, p. 797-805 (texte intégral).